# GvSIG
gvSIG — вільна геоінформаційна система, з відкритими вихідними кодами. Перша робоча версія з'явилася в кінці 2006 року і розповсюджувалася через Інтернет.
Системні вимоги
- Pentium III 800 МГц
- 256 Мбайт RAM

Пропонуються джерельний код, і готові збірки для:
- Microsoft Windows та Windows NT
- GNU/Linux i586
- Mac OS X Intel.

Програма підтримує всі необхідні функції ГІС:
- Робота з шарами, завдяки якій можна відображати лише необхідні в цей час об'єкти;
- Функції масштабування карти;
- Підтримка збереження необхідних ракурсів карти;
- Автоматичні розрахунки відстані між об'єктами і площ областей;
- Розміщення активних об'єктів на карту;
- Створення професійних географічних карт з необхідними елементами, які можна згодом друкувати.

## Стандарти
gvSIG підтримує такі формати даних:
- Векторні формати: shapefile, DXF, DGN, DWG
- Растрові формати: ECW, MrSID, JPEG, jp2, TIFF, geoTIFF, PNG, GIF

gvSIG може читати віддалені дані Open Geospatial Consortium (OGC) стандартів:
- Web Map Service[3] (WMS)
- Web Feature Service[[4] (WFS)
- Web Coverage Service[[5] (WCS)